# Селище (Ветковский район)
Селище (бел. Селішча) — посёлок в Неглюбском сельсовете Ветковского района Гомельской области Белоруссии.

## География

### Расположение
В 42 км на северо-восток от Ветки, 64 км от Гомеля, 51 км от железнодорожной станции Добруш (на линии Гомель — Вышков).

## Транспортная сеть
Транспортные связи по просёлочной, затем автомобильной дороге Чечерск — Ветка. Планировка состоит из короткой, близкой к широтной ориентации улицы, застроенной деревянными домами усадебного типа.

## История
Основан в начале 1920-х годов переселенцами из соседних деревень на бывших помещичьих землях. В 1930 году жители вступили в колхоз. Во время Великой Отечественной войны 14 жителей погибли на фронтах. В 1959 году в составе совхоза «Дружба» (центр — деревня Неглюбка).

## Население

### Численность
- 2004 год — 11 хозяйств, 18 жителей.

### Динамика
- 1940 год — 36 дворов, 109 жителей.
- 1959 год — 180 жителей (согласно переписи).
- 2004 год — 11 хозяйств, 18 жителей.